# JoJo Billingsley
Deborah Jo "JoJo" Billingsley (28 de mayo de 1952 – 24 de junio de 2010) fue una cantante estadounidense. Se desempeñó como corista en la banda de rock sureño Lynyrd Skynyrd, con los que giró alrededor del mundo, realizando presentaciones en Japón y Europa.

## Lynyrd Skynyrd
Billingsley nació en Memphis, Tennessee, hija de Doc y Hazel Billingsley, pero pronto se mudó a Senatobia, Misisipi, donde fue criada. En diciembre de 1975 fue contratada, junto a Cassie Gaines y Leslie Hawkins, como corista de la banda musical Lynyrd Skynyrd. El vocalista del grupo, Ronnie Van Zant, bautizó al coro de chicas como «The Honkettes».
El 20 de octubre de 1977, un accidente aéreo le arrebató la vida a algunos músicos de la banda, siendo Billingsley la única en no subir al avión. Luego reconoció que dos noches antes del accidente tuvo una premonición de lo que ocurriría. Trató en vano de alertar a sus compañeros de banda. De acuerdo a Billingsley, esta experiencia la llevó a convertirse al cristianismo.

## Presentaciones
En el 2005 actuó junto a "The Honkettes" en una versión alternativa de Lynyrd Skynyrd llamada "The Saturday Night Special Band", incluyendo a antiguos músicos de Skynyrd como Ed King, Artimus Pyle y Leslie Hawkins, ayudando a recaudar dinero para los damnificados del Huracán Katrina.
En el 2006, Hawkins y Billingsley actuaron junto a Lynyrd Skynyrd por tercera vez desde el accidente aéreo de 1977. La primera en un concierto en el festival de 1979 Volunteer Jam (organizado por el músico Charlie Daniels), la segunda en el estreno de la película Freebird en la ciudad de Atlanta en 1995, y la tercera oportunidad cantando "Sweet Home Alabama" en la presentación del Rock and Roll Hall of Fame.

## Fallecimiento
Billingsley murió en Cullman el 24 de junio de 2010, después de una larga batalla con el cáncer, a la edad de 58 años.